# Кристофер, Филип
Фи́липпос «Фи́лип» Кри́стофер (греч. Φίλιππος «Φίλιπ» Κρίστοφερ, англ. Philip Christopher; род. 22 октября 1948, Кириния, Кипр) — американский бизнесмен, политический и общественный деятель, лоббист. Член экономического совета Белого дома (1992—1996). Участвовал в избирательных кампаниях нескольких кандидатов в президенты США. Основатель, президент и CEO компании «American Network Solutions» (с 2013 года) и член совета директоров Кипрско-Американской торговой палаты, а также президент Международного координационного комитета «Справедливость для Кипра» (греч. Παγκύπρια Συντονιστική Επιτροπή Κυπριακού Αγώνα (ΠΣΕΚΑ или PSEKA), англ. International Coordinating Committee «Justice For Cyprus»), Кипрской федерации Америки (1981—1983), основатель и президент Панкипрской ассоциации Америки, член Американо-греческого прогрессивного просветительского союза (AHEPA) и Совета греков зарубежья (ΣΑΕ). Один из самых заметных и влиятельных представителей греческой общины США и греческой диаспоры в целом, в частности один из ведущих в мире борцов за освобождение северной территории Кипра от турецкой военной оккупации. Лауреат Почётной медали острова Эллис (1995).

## Биография
В 1959 году семья Кристофера иммигрировала в США.
В 1970 году окончил Нью-Йоркский университет со степенью бакалавра гуманитарных наук.
В 1992—1996 годах — член экономического совета Белого дома.
Выступает за снятие американского эмбарго на поставки оружия на Кипр.

## Членство в организациях
- президент Международного координационного комитета «Справедливость для Кипра» (PSEKA);
- член AHEPA;
- член Комитета кипрско-греческих отношений AHEPA[20];
- член Совета греков зарубежья (ΣΑΕ)[8];
- исполнительный вице-президент корпорации «Audiovox» (1970—183);
- президент Кипрской федерации Америки (1981—1983);
- основатель и президент Панкипрской ассоциации Америки;
- президент и CEO корпорации «Audiovox Communications» (1984—2004);
- член совета директоров компании «Euclid Financial Group»[21];
- член исполнительного совета организации «CTIA» (2000—2012);
- член совета директоров «CTIA Wireless Foundation»;
- президент и CEO компании «UTStarcom Personal Communications» (2004—2008);
- президент и CEO частной компании «Personal Communications Devices» (2008—2012);
- основатель, президент и CEO частной компании «American Network Solutions» (с 2013 года).
- член Ордена святого апостола Андрея (с присвоением оффикия);
- член Объединённого греко-американского конгресса (UHAC) (основан Эндрю Атенсом);
- член организации «Cyprus Children’s Fund»;
- член вашингтонской группы интересов «Национальное скоординированное усилие греков» (англ. National Coordinated Effort of Hellenes, CEH);
- и др.[1][3][17]

## Награды и почести
- 1988 — Премия «Свобода» от Панкипрской ассоциации Америки;
- 1989 — Премия «Справедливость» от Кипрской федерации;
- 1990 — Награда «Человек года» от Кипрского братства Чикаго;
- 1992 — Награда «Человек года» от Панкипрской ассоциации Вашингтона (округ Колумбия);
- 1995 — оффикий (титул) архонта Вселенского Патриархата Константинополя;
- 1995 — Почётная медаль острова Эллис;
- 2000 — Премия «Одиссея» от Общества Святого Димитрия Астории;
- 2000 — Награда «Человек года» от Панкипрской ассоциации Вашингтона (округ Колумбия);
- 2001 — Награда «Человек года» от Киринийской ассоциации Кипра;
- 2003 — Награда «Человек года» от Греко-американского комитета совместных действий (HANAC);
- 2004 — Награда «Человек года» от Асгатской ассоциации;
- 2005 — Награда «Человек года» от Греческого медицинского общества Нью-Йорка;
- 2010 — Награда Гомера от Хиосской федерации[22];
- 2010 — Премия «Свобода» от AHEPA;
- 2010 — гранд-маршал Парада в честь Дня Независимости Греции;
- 2013 — Премия «За достижения в области греческого наследия и национальную общественную службу» от Американо-греческого института (AHI)[23];
- и др.[1][3][11][17]

## Личная жизнь
В браке с Христиной Кувари имеет сына Ника. Супруга Кристофера по профессии учительница, а сын — адвокат. Проживают в Лонг-Айленде.